# Замок Мюроль
За́мок Мюро́ль (фр. Château de Murol) — шато во Франции в департаменте Пюи-де-Дом региона Овернь — Рона — Альпы. Построен на базальтовом мысе на высоте почти 1000 метров над уровнем моря и возвышается над деревней Мюроль. Строился с XI века и претерпел значительные изменения в XIV и XVI веках.

## История

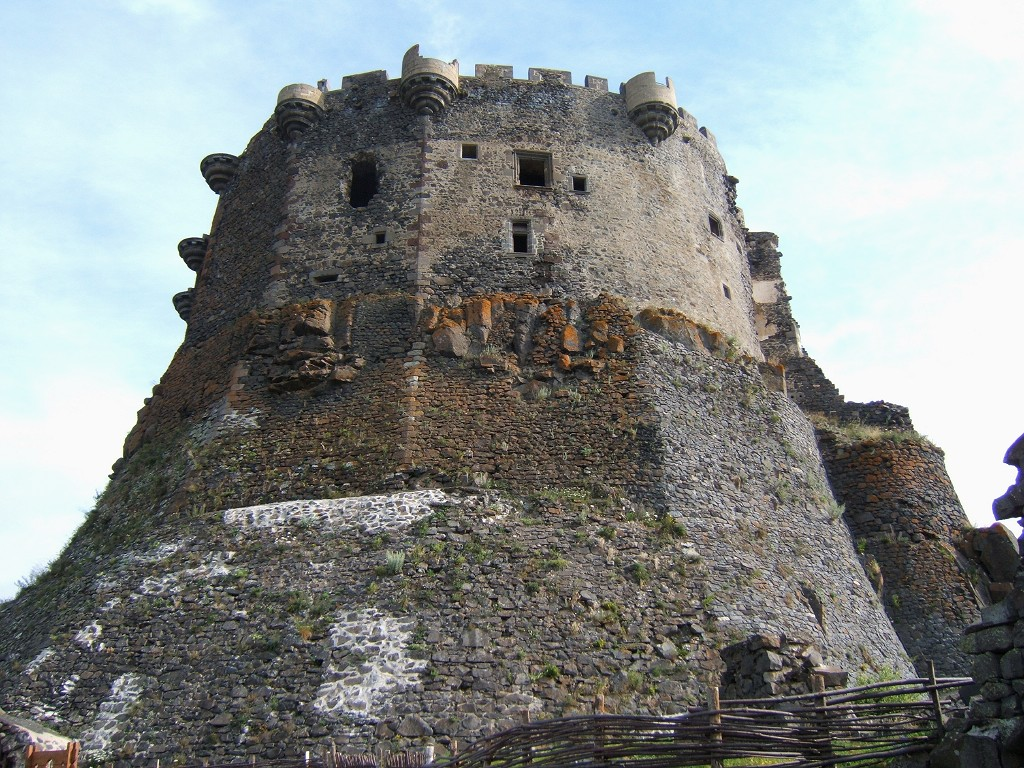
Западный фасад шато Мюроль

Первое заселение холма относится к периоду неолита. Хотя некоторые гипотезы предполагают возможность заселения в галло-римскую эпоху. Строительство средневекового замка датируется X—XI веками (примитивная стена и остатки поселения). Древнейшие остатки — романская часовня и оборонительные стены на вершине базальтового плато, относящиеся к XI—XII векам. Приход и кастелянство Мюроль, вероятно, были основаны в XI веке за счёт старых соседних приходов (Сен-Нектер, Сен-Виктор-ла-Ривьер и Ле-Верне-Сент-Маргерит). Замок построен вокруг и на остатках базальтового потока (рельеф месы), на пересечении трёх древнеримских дорог (Лимань, Мон-Дор, Клермон-Ферран). Он регулярно расширялся и укреплялся в период между XII и XV веками, особенно в XIV веке Вильгельмом II Мюролем, в частности, за счет строительства погребальной часовни.

## Описание

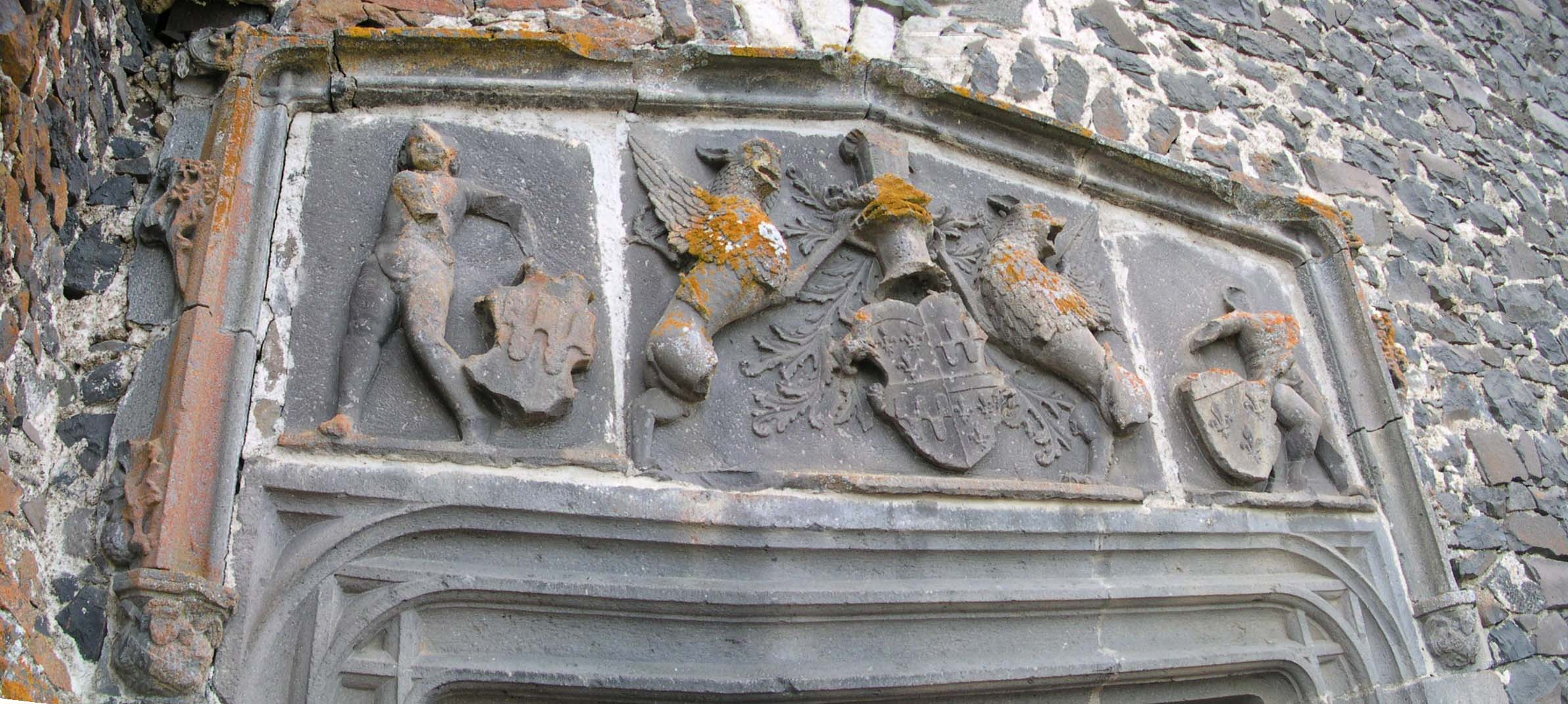
Притолока входной двери в верхний двор с геральдикой Мюроля слева (золотой с волнистым лазурным венком) и Гаспара д'Эстена справа (лазурный с тремя золотыми геральдическими лилиями и их верхней частью)

В замке есть две часовни под большой круглой башней, служащей донжоном: первая, самая большая, датируется XI веком. В конце XIV века Вильгельм де Мюроль построил вторую часовню в романском стиле, которая служила ему погребальной часовней.
Внутреннее ограждение имеет многоугольную форму и повторяет контуры базальтового основания. В северо-восточном углу, в главной башне XIII века (башне Шотинья), расположено несколько сводчатых помещений, куда можно попасть по винтовой лестнице. Кухня и пекарня с большими каминами, печью и месильным корытом занимают одну сторону двора.